# Dicladispa distincta
Dicladispa distincta là một loài bọ cánh cứng trong họ Chrysomelidae. Loài này được Ritsema miêu tả khoa học năm 1875.